# Talismán, Mexiko
Talismán är en ort i Mexiko.   Den ligger i kommunen Tuxtla Chico och delstaten Chiapas, i den sydöstra delen av landet, 900 km sydost om huvudstaden Mexico City. Talismán ligger 335 meter över havet och antalet invånare är 1 311.
Terrängen runt Talismán är kuperad norrut, men söderut är den platt. Runt Talismán är det tätbefolkat, med 570 invånare per kvadratkilometer. Närmaste större samhälle är Tapachula, 13,5 km sydväst om Talismán. I omgivningarna runt Talismán växer i huvudsak städsegrön lövskog.